# Agrární strana Běloruska
Agrární strana Běloruska (bělorusky Беларуская аграрная парнарнарная партия) byla běloruská agrární strana náležející k bloku stran podporujících režim Alexandra Lukašenka. Vznikla v roce 1992, zakladatelem byl Simeon Šarecki.
Vůdcem strany byl Michail Rusy, který 15. března 2008 vystřídal Michaila Shimanského. V srpnu 2023 se strana sama rozpustila.

## Ideologie
Strana prosazovala reformu společnosti na principech demokratického socialismu a restrukturalizaci ekonomiky na základě soukromého a státního vlastnictví výrobních prostředků včetně půdy. V zemědělství rozeznávala několik forem:
- výrobní družstvo,
- akciová společnost,
- jednotné zemědělské družstvo a státní statek,
- rolnický statek,
- malý podnik.